# Beatrice Wood
Pour les articles homonymes, voir Wood.
Beatrice Wood, née le 3 mars 1893 à San Francisco, (Californie) et morte le 12 mars 1998 à Ojai (Californie), est une artiste peintre américaine, témoin actif des débuts du dadaïsme à New York (1917-1918).

## Biographie
Issue d'une famille bourgeoise aisée, son père est courtier dans l'immobilier, Beatrice Wood est éduquée dans des écoles privées, aux États-Unis puis en France. Sa mère souhaite ainsi faire entrer sa fille dans la bonne société new-yorkaise.
À Paris, en 1912, elle s'inscrit aux cours de peinture de l'Académie Julian et étudie l'art dramatique et la danse avec des comédiens de la Comédie-Française. Elle loue un grenier près à Giverny afin d'épier Claude Monet[réf. nécessaire].
En 1914, quand la Première Guerre mondiale éclate, ses parents la rapatrient à New York. Là, elle joue dans la troupe du French Repertory Theater.
Beatrice Wood a une relation avec Henri-Pierre Roché, membre du service diplomatique français, écrivain et collectionneur d'art moderne.
En 1916, elle rencontre Marcel Duchamp à qui elle déclare que le premier venu peut faire de l'art moderne. Elle réalise aussitôt un dessin appelé Marriage of a friend. Convaincu, Duchamp le fait paraître dans un numéro de la revue d'avant-garde The Rogue dirigée par les époux Norton,. Il lui confie la clé de son atelier, afin qu'elle dispose d'un lieu pour dessiner et peindre. 

Wood, Roché et Duchamp deviennent inséparables et fréquentent les collectionneurs Walter et Louise Arensberg. Beatrice Wood dira[Où ?] qu'ils possédaient la collection de peinture « la plus hideuse qu'elle ait jamais vue ». Durant cette période, elle représentera ses amis et les lieux qu'ils côtoient dans des dessins et des aquarelles. On la surnomme « Mama of Dada ».
Au printemps 1917, Duchamp l'incite à présenter deux tableaux à l'exposition de la Society of Independent Artists (New York). L'un d'eux, Un peu d'eau dans du savon, représente un corps nu de femme, sans la tête, dans une baignoire, avec le sexe caché par un (réel) savon rouge en forme de cœur. C'est cette même exposition qui exclut la présentation de Fontaine de Marcel Duchamp. On doit à Beatrice Wood, les propos échangés entre Walter Arensberg et le peintre George Bellows (un ancien professeur de Man Ray), membres de la commission chargée d'examiner, quelques années plus tôt, les œuvres envoyées pour l'Armory Show (février-mars 1913) :
« Nous ne pouvons pas l'exposer, disait Bellows.
— Nous ne pouvons pas le refuser, la cotisation a été payée" répondit Arensberg.
— C'est indécent !, hurla Bellows.
— Cela dépend du point de vue », ajouta Arensberg, avec un large sourire [...] Puis, avec la dignité d'un doyen s'adressant à une assemblée, il exposa : « Une forme agréable a été révélée, libérée de sa finalité fonctionnelle, de sorte qu'un homme a clairement apporté une contribution esthétique ».
Pour annoncer l'exposition et la publication de la revue The Blind Man, elle réalise le dessin de l'affiche annonçant un bal : un personnage filiforme, de profil faisant un pied de nez.
En 1918, Beatrice Wood est engagée, à Montréal, dans une compagnie théâtrale. Deux ans après, elle revient à New York, y reste jusqu'en 1928 quand elle décide de retourner en Californie. Elle commence à travailler la céramique.
Elle apparaît dans le film documentaire Naissance de l'esprit Dada, 1913 de Philippe Collin, réalisé en 1969.
Beatrice Wood meurt neuf jours après son 105e anniversaire.

## Œuvres
- Sex friend, 1916, dessin.
- Un peut d'eau dans du savon, 1917, tableau composite[25].

. Autobiographie
- I shock myself, 1985, Dillingham Press, Ojai, Californie.

## Source bibliographique
- Marc Dachy Dada & les dadaïsmes, Gallimard, Paris, 1994. Réédition en Folio essais en 2011  (ISBN 978-2-07-043933-1).
- Laurent Le Bon (sous la direction de) Dada, catalogue d'exposition, Centre Pompidou, 2005, p. 976.

## Document audiovisuel
- Beatrice Wood : Mama of Dada, documentaire écrit et réalisé par Tom Neff, USA, 1993.